# Txangxi
Txangxi o Djangxi fou kan del Kanat de Txagatai, un dels darrers a gaudir de poder efectiu. Va governar de vers 1334 a 1338. Era fill del príncep Ebugem (fill de Duwa).
Les fonts occidentals diuen que fou oposat als musulmans i molt tolerant amb els cristians. Es pensa que era probablement nestorià. Abans de pujar al poder havia enviat al gran kan yuan Tugh Temür a 170 presoners russos i va rebre una recompensa econòmica de la cort xinesa. Va enderrocar al seu cosí possible musulmà, Buzan Khan. Fou assassinat per la seva pròpia família al cap de tres o quatre anys de regnat i substituir pel seu germà Yesun Temür (Yesun Timur).